# Zackary Arthur
Zackary Arthur (Los Ángeles, 12 de septiembre de 2006) es un actor estadounidense, conocido por interpretar a Sammy Sullivan en La quinta ola, a Zack Novak en Transparent. y recientemente a Jake Wheeler en Chucky, la serie del muñeco homónimo en 2021.

## Carrera
Arthur hizo su debut en 2014, con el papel Zack Novak en la serie drama-comedia de Transparent junto con Jeffrey Tambor, quién ganador del premio Globo de Oro al mejor actor de serie de televisión - Comedia o musical.
Arthur interpretó uno de los papeles principales: el de Sammy Sullivan, en la película de ciencia ficción La quinta ola, junto con Chloë Grace Moretz y Nick Robinson, y dirigido por J Blakeson. Arthur era uno de los cientos de actores que audicionaron para el papel. La película fue estrenada el 22 de enero de 2016 por Columbia Pictures.
Arthur también interpreta un papel en la comedia The Half Of It. También actuó en el 20º episodio de la temporada 12 de Grey's anatomy, Trigger Happy, interpretando a Peter Green, un niño posiblemente culpable de la parálisis de su amigo.
Recientemente, Arthur interpreta a Josh Ryan en la película estadounidense de terror y comedia Mom and Dad, estrenada el 19 de enero de 2018.

## Filmografía

### Película
| Año  | Título                        | Función        | Notas        |
| ---- | ----------------------------- | -------------- | ------------ |
| 2014 | Trust Me                      | Nate (de niño) | Cortometraje |
| 2014 | Turned                        | Cameron        | Cortometraje |
| 2014 | Surviving A Funeral           | Young Ben      | Cortometraje |
| 2016 | La quinta ola (película)      | Sammy Sullivan | Película     |
| 2017 | Don't Come Back From The Moon | Kolya Smalley  | Drama        |
| 2018 | Mom and Dad                   | Josh Ryan      | Película     |

### Televisión
| Año   | Título                         | Función           | Notas                                 |
| ----- | ------------------------------ | ----------------- | ------------------------------------- |
| 2014  | Transparent                    | Zack Novak        | 18 episodios                          |
| 2015  | Best Friends Whenever          | Naldo (de 9 años) | Episodio: ''The Butterscotch Effect'' |
| 2015  | Teachers (serie de televisión) | David             | 3 episodios                           |
| 2015  | The Half Of It                 | Will              | Película de TV                        |
| 2016  | Grey's Anatomy                 | Peter Verde       | Episodio: ''Trigger Happy''           |
| 2017  | Ray Donovan                    | Freddy Jr.        | Episodio: ''Mister Lucky''            |
| 2021- | Chucky                         | Jake Wheeler      | Protagonista                          |